# Profesorul (film din 1986)
Profesorul  (titlul original: în italiană Il camorrista) este un film noir dramatic italian din 1986 regizat de Giuseppe Tornatore. Debutul său cinematografic, este bazat pe povestea adevărată a șefului crimei italiene Raffaele Cutolo, și adaptat după romanul lui Giuseppe Marrazzo. Versiunea internațională este mai scurtă decât versiunea originală italiană.

## Rezumat
În anii '50, Don Saverio, un „șef” al Camorrei din Ottaviano, vizitează niște țărani și le cere să-l ia cu el pe fiul lor, Franco. Cei doi merg la un târg sătesc, unde Don Saverio a ascuns un pistol în pantalonii băiatului și trece nestingherit de controalele poliției. După ce trece de controale, patronul ia arma și ucide o persoană, apoi pune arma la loc, de unde o luase.
Ani mai târziu, băiatul devenit adult este condamnat la 30 de ani de închisoare pentru că a ucis într-un mod brutal și foarte sângeros un tânăr care îndrăznise să pipăie fundul surorii sale Rosaria.
În închisoare, începe să își croiască drum și să câștige respect în cercurile interlope și, datorită nivelului său „ridicat” de educație, își câștigă porecla de „Profesorul din Vesuviano”. În închisoare, intră în conflict cu șeful Don Antonio Malacarne și decide să-l provoace pentru a câștiga respect în ochii celorlalți deținuți. Domenico Spina, un mafiot calabrez, încearcă un joc dublu și îi susține atât pe profesor, cât și pe Malacarne, cu intenția de a-i elimina pe amândoi. Profesorul, spiritual, îi face jocul și îl provoacă pe Malacarne la duel, dar în aceeași zi acesta din urmă este grațiat, așa că nu se prezintă. Profesorul, după ce îl umilește public pe șef, prin viclenie îi elimină atât pe Malacarne, cât și pe Calabrese. Astfel începe ascensiunea sa în lumea crimei.
Devenit șef al închisorii, el înființează Camorra Riformata (inspirată de Nuova Camorra Organizzata), o organizație criminală cu mii de filiale care controlează toate tipurile de traficuri ilegale din Campania. Folosindu-se de expertize false, obține un diagnostic de nebunie și este transferat la azilul penal, de unde evadează fără dificultate. Fuga sa durează aproximativ un an, timp în care își gestionează organizația cum poate mai bine, obținând chiar contacte cu Cosa Nostra americană prin intermediul lui Frank Titas (parțial inspirat de șeful milanez Francis Turatello). În momentul în care este convins că a atins dominația absolută, începe declinul. Unele clanuri istorice din Napoli, care nu acceptă politica centralizatoare a Camorra Riformata, se revoltă formându-și propriul cartel; ca urmare, izbucnește un violent război al Camorrei, soldat cu sute de crime.
Într-o seară, profesorul ia cina cu niște politicieni. Inamicii săi, avertizați de întâlnire, sunt pe punctul de a organiza o ambuscadă pentru a-l elimina. Alfredo Canale, locotenentul său, de asemenea prezent la cină pentru a-l escorta, își dă seama de acest lucru și decide să oprească atacul. În timpul cursei sale disperate cu mașina, poliția îl oprește. Încolțit, este forțat să dezvăluie comisarului Iervolino locația unde se ascunde șeful, care este arestat pentru a fi salvat de la o moarte sigură. Cu toate acestea, profesorul îl vede ca pe un trădător și ordonă executarea lui și apoi, a soției acestuia care dorea să depună mărturie împotriva lui.
Conflictul din interiorul Camorrei a continuat chiar și în timpul cutremurului din 1980. Profesorul a profitat de haosul provocat de cutremur pentru a transmite un mesaj clar: oricine atinge Camorra reformată, fie în interiorul, fie în afara închisorii, va avea un sfârșit tragic. Trei persoane au fost ucise și opt rănite în acea noapte.
În urma acestor evenimente, profesorul este transferat într-o nouă închisoare, unde se căsătorește și continuă să își conducă organizația. Arestarea și uciderea în închisoare a lui Frank Titas, vinovat de reluarea afacerilor cu facțiunea ostilă imediat după arestare, face parte din strategia sa. Sub presiunea anumitor personalități politice, el negociază în numele statului cu Brigăzile Roșii, a căror celulă napoletană îl răpește pe consilierul regional Mimmo Mesillo, o figură foarte influentă în Campania și care amintește de răpirea consilierului Ciro Cirillo.
Reușește să se înțeleagă cu teroriștii și să obțină eliberarea consilierului, dar politicienii și Serviciile secrete, care în schimb îi promiseseră Profesorului bani și semilibertate, nu își respectă angajamentul. Profesorul încearcă în zadar să se răzbune, făcând public un document falsificat în care denunță negocierile ilicite dintre el, Serviciile secrete și politicienii din zona guvernamentală pentru eliberarea lui Mesillo.
Realizând că a pierdut și că a fost trădat, chiar și de Ciro Parrella, cel mai bun prieten al său, mâna sa dreaptă și păstrătorul unor documente și dovezi compromițătoare care ar putea doborî politicieni și serviciile secrete, îi cere surorii sale Rosaria, care a fost întotdeauna îndrăgostită de Ciro, să-l ucidă împreună cu iubitul ei, afirmând că un camorrista raționează întotdeauna cu creierul și niciodată cu inima. După aceste două asasinate, și datorită mărturiilor camorriștilor și ale politicienilor corupți, șeful este transferat într-o închisoare de maximă securitate, în izolare totală. Treptat înnebunește și crede că într-o zi va fi salvat de oamenii săi (acum colaboratori ai justiției) crezând că se va putea răzbuna.

## Distribuție
- Ben Gazzara – Franco, zis și 'O Professore 'e Vesuviano
- Laura del Sol – Rosaria, sora lui Franco
- Leo Gullotta – Comisarul Iervolino
- Nicola Di Pinto – Alfredo Canale
- Luciano Bartoli – Ciro Parrella
- Maria Carta – mama lui Franco
- Biagio Pelligra – tatăl lui Franco
- Franco Interlenghi – Don Saverio
- Piero Vida – Mimmo Mesillo
- Marzio Honorato – Salvatore
- Lino Troisi – Antonio "Malacarne"
- Anita Zagaria – Anna, soția lui Franco
- Mario Frera – Boss
- Pino D'Angiò – Verzella
- Giacomo Piperno – Chestor
- Marino Masè – Sapienza